# تایموراز فریف
تایموراز (تهمورث) فریف (به انگلیسی: Taimuraz Friev؛ متولد ۱۵ سپتامبر ۱۹۸۶) کشتی‌گیر آزادکار روسی‌الاصل تیم ملی اسپانیا است.
از افتخارات وی می‌توان به کسب مدال مدال برنز وزن ۸۶ کیلوگرم در مسابقات قهرمانی کشتی جهان ۲۰۱۸ اشاره کرد.

## مسابقات قهرمانی کشتی جهان ۲۰۱۸
فریف در وزن ۸۶ کیلوگرم کشتی آزاد مسابقات قهرمانی کشتی جهان ۲۰۱۸ بوداپست حاضر بود که در مسابقه های اول تا سوم پول آمبروکیو از پرو، استفان ریچموت از سوئیس و ویل هینو از فنلاند را شکست داد اما در نیمه نهایی به فاتح اردین از ترکیه باخت و به دیدار رده‌بندی رفت. وی در دیدار رده‌بندی گوان‌اوک کیم از کره جنوبی را شکست داد و مدال برنز وزن ۸۶ کیلوگرم را بدست آورد.